# Rochford (district)
Rochford is een Engels district in het shire-graafschap (non-metropolitan county OF county) Essex en telt 87.000 inwoners. De oppervlakte bedraagt 169 km². Hoofdplaats is Rochford en telt slechts 7600 inwoners.
Van de bevolking is 17,5% ouder dan 65 jaar. De werkloosheid bedraagt 2,1% van de beroepsbevolking (cijfers volkstelling 2001).

## Plaatsen in district Rochford
- Barling

## Civil parishesin district Rochford
Ashingdon, Barling Magna, Canewdon, Foulness, Great Wakering, Hawkwell, Hockley, Hullbridge, Paglesham, Rawreth, Rayleigh, Rochford, Stambridge, Sutton.